# Arundo plinii
Arundo plinii é uma espécie de planta com flor pertencente à família Poaceae. 
A autoridade científica da espécie é Turra, tendo sido publicada em Farsetia 11. 1765.
Os seus nomes comuns são cana ou caniço-do-sequeiro.

## Portugal
Trata-se de uma espécie presente no território português, nomeadamente em Portugal Continental.
Em termos de naturalidade é nativa da região atrás indicada.

## Protecção
Não se encontra protegida por legislação portuguesa ou da Comunidade Europeia.